# 塩化白金(II)
塩化白金(II)（えんかはっきん に、platinum(II) chloride）は、化学式が PtCl2 で表される2価の白金の塩化物である。他の白金化合物の合成の出発物質として非常に重要な物質である。

## 合成
β-PtCl2 は、空気中でヘキサクロリド白金(IV)酸を 350 ℃ まで加熱することによって得られる。ヘキサクロリド白金(IV)酸水溶液はヒドラジンで還元できるが、他の方法より手間がかかる。
{\displaystyle {\ce {H2[PtCl6] -> PtCl2\ + Cl2\ + 2 HCl}}}
ヘキサクロリド白金(IV)酸は白金を王水に溶かすことによって簡単に得られる。白金を高温の塩素と反応させる方法では、塩化白金(II)ではなく塩化白金(IV)が生じ、過度の塩素化を必要とするため困難である。Berzeliusや、後にWöhlerは塩化白金(IV)を 450 ℃ まで加熱することで塩化白金(II)と塩素に分解することを示している。
{\displaystyle {\ce {PtCl4 -> PtCl2\ + Cl2}}}
これらは発熱反応であるため、反応が始まるとより促進される。さらに加熱すると、塩化白金(II)は白金と塩素に分解する。
{\displaystyle {\ce {PtCl2 -> {Pt}+ Cl2}}}

## 性質
異なる結晶系が2種類あるが、主な特性はほぼ同じである。黒色あるいは暗緑色の無臭の固体で、水に不溶。塩酸には溶解してテトラクロリド白金(II)酸を生成するが、一部は白金およびヘキサクロリド白金(IV)酸に不均化する。
{\displaystyle {\ce {{PtCl2}+2HCl->{2H^{+}}+[PtCl4]^{2-}}}}
{\displaystyle {\ce {{2PtCl2}+2HCl->{Pt}+{2H^{+}}+[PtCl6]^{2-}}}}
加熱により白金と塩素に分解する。

## 構造
塩化白金(II)と塩化パラジウム(II)の構造は類似していて、これらの構造はα六量体、またはβポリマー中に存在する。β相は 500 ℃ でα相に変化する。Pt-Pt 間距離は 34 nm 前後である。各白金中心には4個の塩素原子が配位している。各塩素中心は2個の白金原子に配位している。

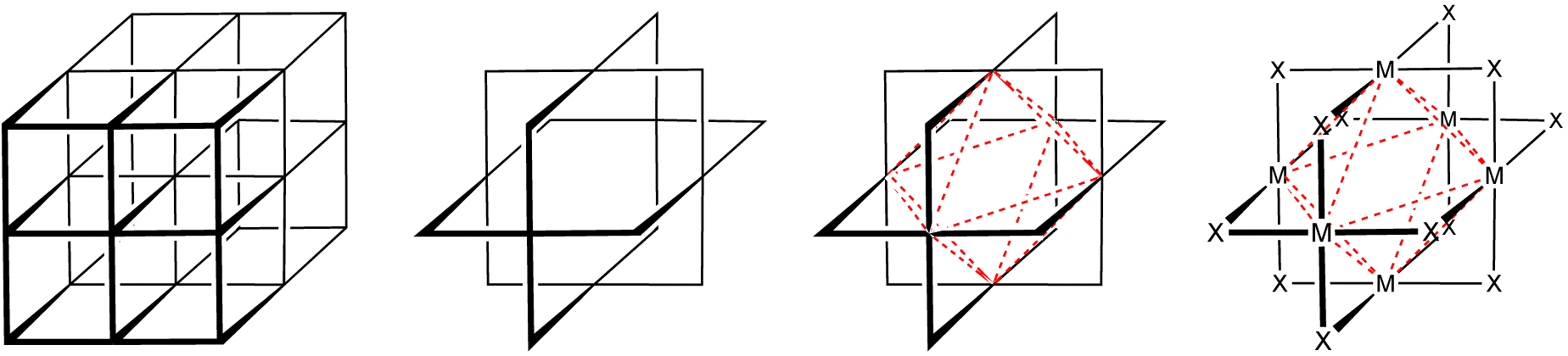
β-PtCl_{2}の構造。立方格子の頂点・中心を削除し、立方体と、それに内接した八面体が交わる点に白金原子、それ以外の点に塩素原子をおく。

## 用途
塩化白金(II)の反応は、ほとんどが配位子 (L) との錯体生成反応であり、これらによって Pt-Cl-Pt 結合の間を通して解重合が行われる。
{\displaystyle {\ce {PtCl2 + 2L ->PtCl2L2}}}
しかし、これに当てはまらない場合もある。アンモニアを作用させた場合ではまず PtCl2(NH3)2 が生じるが、最終的にはテトラアンミン白金(II)テトラクロリド白金(II) ([PtCl4][Pt(NH3)4]) が得られる。
以下は白金の錯体の一覧である。
- K2PtCl4 広く使われている白金の化合物。桃色。
- cis-PtCl2(NH3)2 シスプラチンとしてよく知られている医薬品。無色。
- cis-PtCl2(PPh3) PtX(Cl)(Ph3P)2 (X = H, CH3 etc.) タイプの白金錯体の中で広く使われている。容易に結晶化する。無色。
- trans-PtCl2(PPh3)2 シス体の準安定類縁体。無色。
- PtCl2(cod) 置換活性な配位子を含む。有機溶媒に易容。無色。

これらの錯体の中には、有機合成の均一系触媒作用や、制がん作用を持つものもある。